# Хань (народ)
Ха́ньці або кита́йці (спрощ.: 汉族; кит. трад.: 漢族, ханьцзу; спрощ.: 汉人; кит. трад.: 漢人, ханьжень) — східноазійський народ, основний етнос Китаю, титульна нація Китайської Народної Республіки (91,6 % її населення) і Республіки Китай. Самоназва — хань. Кількість — понад 1,3 млрд. Розмовляють китайською мовою, яка має велику кількість діалектів. Має численну діаспору.

## Етнонім
Термін китайці в українській мові може виступати на позначення всього населення держави Китай і як етнонім китайців (ханьців), основної етнічної групи населення Китаю.
Китайці — населення держави Китай, яке за етнічним і релігійним складом є доволі різнорідним. Попри те що, 9/10 населення країни складають китайці (ханьці), деякі з народів Китаю (офіційно — етнічні меншини) є доволі численними (скажімо чжуанів понад 15 млн осіб, дунганів (хуей) — 8 млн осіб, уйгурів  — бл. 7 млн осіб, іцзу — понад 6 млн осіб і т. д.), вони проживають на своїх етнічних землях компактно, як правило у напівнаціональних автономіях (Сіньцзян-Уйгурський, Гуансі-Чжуанський та інші автономні райони), і мають високі рівні національної ідентичності, давні історичні традиції, самобутні культури — крім власних мов часто також власні писемності і тривалі літературні традиції.
До таких народностей, у першу чергу, слід віднести тибетців (основне населення анексованого в 1950-х рр. Китаєм Тибету), ряд тюркських народів північного заходу Китаю, також уйгурів, деякі тунгусо-манчжурські та монгольські народи півночі й північного сходу Китаю (монголи Внутрішньої Монголії, маньчжури тощо). Значну національну свідомість і відчуття окремішності мають також народи, які колись мали, мають (в тому числі й віднедавна) або борються за державне самовизначення — крім названих тибетців, також корейці на крайньому північному сході Китаю; узбеки, казахи, киргизи на північному заході держави тощо. Саме вище названі народи на еміграції найчастіше творять окремі національні громади, чітко вирізняючи себе від китайців, і таким чином сприймаються від них окремо у світі, на відміну від більшості народів Південного і Південно-Східного Китаю, як близьких етнічно і мовно до ханьців сино-тибетських народів, так і паратайців (чжуани, таї, буї), що в історичному і культурному плані мають давні зв'язки з народами Індокитаю.

## Дані щодо чисельності на1978рік
Всього — 934 000 000 осіб, з них проживають у таких країнах:
- Китай, Тайвань — 909 млн
- Таїланд — 4 млн
- Сянган (Гонконг) — 4 млн
- Індонезія — 4 млн
- Малайзія — 4 млн
- Сінгапур — 1 млн
- В'єтнам — 1 млн
- Філіппіни — 5 млн
- Камбоджа — 4 млн
- М'янма (Бірма) — 3 млн
- Аоминь (Макао) — 270 000
- Велика Британія — 70 000
- Японія — 45 000
- Бруней — 45 000
- Лаос — 40 000
- Північна Корея — 25 000
- Південна Корея — 25 000
- Східний Тимор — 12 000
- Індія — 10 000
- Нідерланди — 3 000
- Данія — 1 000